# Mickell Gladness
Mickell Jawaun Gladness (ur. 26 lipca 1986 w Birmingham) – amerykański koszykarz, występujący na pozycji środkowego.
W 2010 i 2012 reprezentował Miami Heat, a w 2013 drużynę D-League Select, podczas rozgrywek letniej ligi NBA w Las Vegas.
22 lutego 2020 został zawodnikiem Asseco Arki Gdynia.

## Osiągnięcia
Stan na 14 lipca 2020, na podstawie, o ile nie zaznaczono inaczej.

### NCAA
- Obrońca roku Southwestern Athletic (SWAC – 2007, 2008)
- Zaliczony do I składu SWAC (2007, 2008)
- Lider NCAA w blokach (2007)[4]
- Rekordzista NCAA w liczbie bloków (16), uzyskanych podczas jednego spotkania

### Drużynowe
- Mistrz:
  - D-League (2010)
  - Estonii (2017)
- Wicemistrz:
  - Portugalii (2019)
  - D-League (2013)
- Zdobywca pucharu Estonii (2017)

### Indywidualne
- Zaliczony do III składu D-League (2013, 2014)
- Uczestnik meczu gwiazd ligi estońskiej (2017)
- Lider VTB w blokach (2017)